# Ōmu
Ōmu (雄武町, Ōmu-chō) est un bourg du district de Monbetsu, situé dans la sous-préfecture d'Okhotsk, sur l'île de Hokkaidō, au Japon.

## Géographie

### Démographie
Au 31 mars 2015, la population d'Ōmu s'élevait à 4 665 habitants, répartis sur une superficie de 636,86 km2.

### Climat
| Mois                                             | jan.     | fév.       | mars       | avril      | mai       | juin      | jui.      | août      | sep.      | oct.      | nov.       | déc.       | année      |
| ------------------------------------------------ | -------- | ---------- | ---------- | ---------- | --------- | --------- | --------- | --------- | --------- | --------- | ---------- | ---------- | ---------- |
| Température minimale moyenne (°C)                | −10,9    | −11,7      | −6,4       | −0,7       | 4         | 8,4       | 13,2      | 15,2      | 11,2      | 4,6       | −1,4       | −7,7       | 1,5        |
| Température moyenne (°C)                         | −5,9     | −6,1       | −1,7       | 4,1        | 9         | 12,3      | 16,5      | 18,8      | 16        | 9,8       | 2,9        | −3,3       | 6          |
| Température maximale moyenne (°C)                | −2,5     | −2,1       | 2,1        | 8,6        | 13,8      | 16,2      | 20,1      | 22,5      | 20,5      | 14,6      | 6,7        | 0          | 10         |
| Record de froid (°C) date du record              | −26 1985 | −27,5 1978 | −24,8 1986 | −13,4 2012 | −6,2 1951 | −1,9 1973 | 1,5 1983  | 4,8 1910  | −0,8 1964 | −5,6 1950 | −15,1 2016 | −20,6 2002 | −27,5 1978 |
| Record de chaleur (°C) date du record            | 7,6 1995 | 12,5 2010  | 17,3 2018  | 28,1 1998  | 33,4 2019 | 35,1 2014 | 35,2 2018 | 34,6 1999 | 32,3 2002 | 25,3 1945 | 21,5 2003  | 15,3 1989  | 35,2 2018  |
| Ensoleillement (h)                               | 94,4     | 115,5      | 159,4      | 177,7      | 176       | 145,7     | 132,5     | 138,9     | 159,9     | 150,6     | 97,9       | 89,9       | 1 638,3    |
| Précipitations (mm)                              | 43,3     | 36         | 39         | 44,6       | 61,1      | 74,8      | 115,1     | 133,8     | 137,2     | 92,3      | 77,4       | 62,1       | 916,5      |
| dont neige (cm)                                  | 84       | 71         | 59         | 17         | 2         | 0         | 0         | 0         | 0         | 1         | 31         | 83         | 343        |
| Nombre de jours avec précipitations              | 11,8     | 10,2       | 9,5        | 8,1        | 8,1       | 8,8       | 9,7       | 10,1      | 11,2      | 10,8      | 12,9       | 12,6       | 123,9      |
| dont nombre de jours avec précipitations ≥ 10 mm | 1        | 0,7        | 0,7        | 1,1        | 2,1       | 2,6       | 3,3       | 4         | 3,8       | 2,5       | 2,2        | 1,5        | 25,4       |
| Humidité relative (%)                            | 77       | 76         | 73         | 71         | 77        | 86        | 88        | 85        | 80        | 75        | 76         | 77         | 78         |
| Nombre de jours avec neige                       | 17,3     | 14,6       | 13,9       | 4          | 0,3       | 0         | 0         | 0         | 0         | 0,3       | 7,4        | 16,1       | 73,1       |

| Diagramme climatique                                  |             |           |             |           |             |               |               |               |             |             |           |
| J                                                     | F           | M         | A           | M         | J           | J             | A             | S             | O           | N           | D         |
| −2,5−10,943,3                                         | −2,1−11,736 | 2,1−6,439 | 8,6−0,744,6 | 13,8461,1 | 16,28,474,8 | 20,113,2115,1 | 22,515,2133,8 | 20,511,2137,2 | 14,64,692,3 | 6,7−1,477,4 | 0−7,762,1 |
| Moyennes : • Temp. maxi et mini °C • Précipitation mm |             |           |             |           |             |               |               |               |             |             |           |

## Honneur
L'astéroïde (4644) Oumu est nommé en son honneur.